# Immensen (Einbeck)
Immensen ist eine Ortschaft der Stadt Einbeck im südniedersächsischen Landkreis Northeim.

## Geografie
Das Dorf Immensen befindet sich im südlichen Teil der Stadt Einbeck und liegt an der Landesstraße 572.

## Geschichte
Erste Erwähnung fand der Ort in einer Schenkungsurkunde von Herzog Heinrich zu Braunschweig aus dem Jahr 1497 als Immensen. Die elektrische Versorgung des Dorfes wurde im Jahr 1909 errichtet, die Wasserversorgung folgte erst 1935 unter erheblichem Aufwand, da es aus zirka 88 m Tiefe auf einen Vorratsbehälter in 141 m Höhe gepumpt werden musste. Am 1. Februar 1971 wurde die zuvor selbständige Gemeinde Immensen durch Eingemeindung zur Ortschaft der Stadt Einbeck.

## Politik

### Ortsrat
Der Ortsrat von Immensen setzt sich aus fünf Ratsmitgliedern zusammen:
- Wgem. Immensen: fünf Sitze

(Stand: Kommunalwahl 2021)

### Ortsbürgermeister, Ortsbeauftragter
Der Ortsbürgermeister ist Karl-Friedrich Heise (WG). Sein Stellvertreter ist Torsten Halbfaß (WG).
Der Ortsbeauftragte ist Hans-Dieter Fiedler (WG).

### Wappen
Auf dem unten roten, oben blauen Wappenschild oben zwei rechtsgewendete silberne Pferdeköpfe. Unten auf goldenem Berg drei goldene Ähren.

## Sport
Am Ortsrand befindet sich ein Golfplatz, der seit dem Umbau im Jahr 2012 auf eine 18-Loch-Anlage den ehemals längsten Par 5 in Europa hatte.